# CompactFlash
Pour les articles homonymes, voir CF.

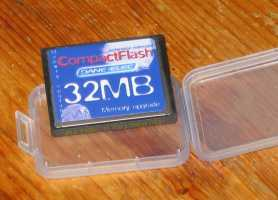
Une carte CompactFlash de 32 Mo, avec sa boite de rangement

Le CompactFlash (ou  CF) est un type de carte mémoire servant comme unité amovible de stockage de données numériques et est principalement utilisé pour le stockage des photographies dans les appareils photo numériques. Il peut aussi servir au stockage pour les PDA, les baladeurs MP3 ou même pour conserver les messages sur certains modems.
On le rencontre aussi dans certains magnétophones numériques, surtout des modèles portatifs de reportage.
Depuis la sortie en 2012 des spécifications CFast 2.0, les cartes CompactFlash adoptent le SATA III, avec un taux de transfert allant jusqu'à 600 Mo/s, ce qui lui permet d'étendre son utilisation aux domaines de la vidéo professionnelle et du cinéma, nécessitant un enregistrement des données à un débit de l'ordre de 200 Mo/s.

## Description

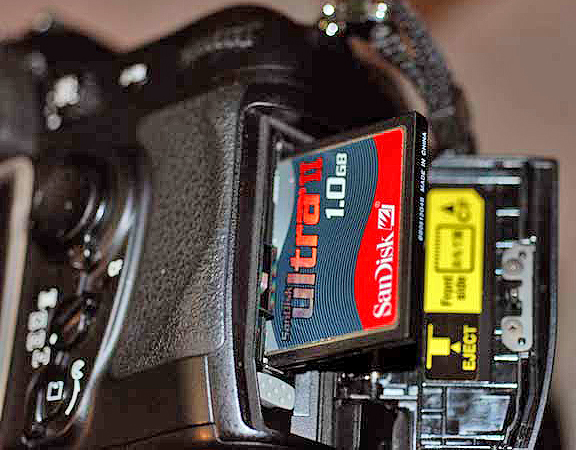
Une carte CompactFlash de 1 Go, inserée dans un appareil photo numérique

La mémoire CompactFlash (notée parfois CF) est un type de carte mémoire créé en 1994 par la firme SanDisk. La mémoire CompactFlash est constituée d'un contrôleur mémoire et de mémoire flash contenus dans un boîtier de faibles dimensions (42,8 mm de largeur et 36,4 mm de hauteur), de taille inférieure à une petite boîte d'allumettes, et pesant 11,4 g. Les capacités disponibles en 2013 vont jusqu'à 256 Go. En 2016, cette capacité maximale avait atteint les 512 Go.
Les cartes CompactFlash sont conformes à la norme PCMCIA si ce n'est que le connecteur possède 50 broches au lieu des 68 broches des cartes PCMCIA. Cependant, la norme CF respecte la norme ATA malgré les broches manquantes. Ainsi il est possible d'enficher une carte CompactFlash dans un emplacement PCMCIA passif de type II. Les CF fonctionnent aussi bien à la tension de 3,3 V qu'à 5 V.
Il existe deux types de cartes CompactFlash : les cartes CF-I et les cartes CF-II qui ne se distinguent que par leur épaisseur (les CF-I font 3,3 mm d'épaisseur, contre 5 mm pour les CF-II). Une carte CF-I rentre donc dans un support CF-II, mais pas le contraire. La consommation électrique est identique pour les deux formats[réf. nécessaire] .

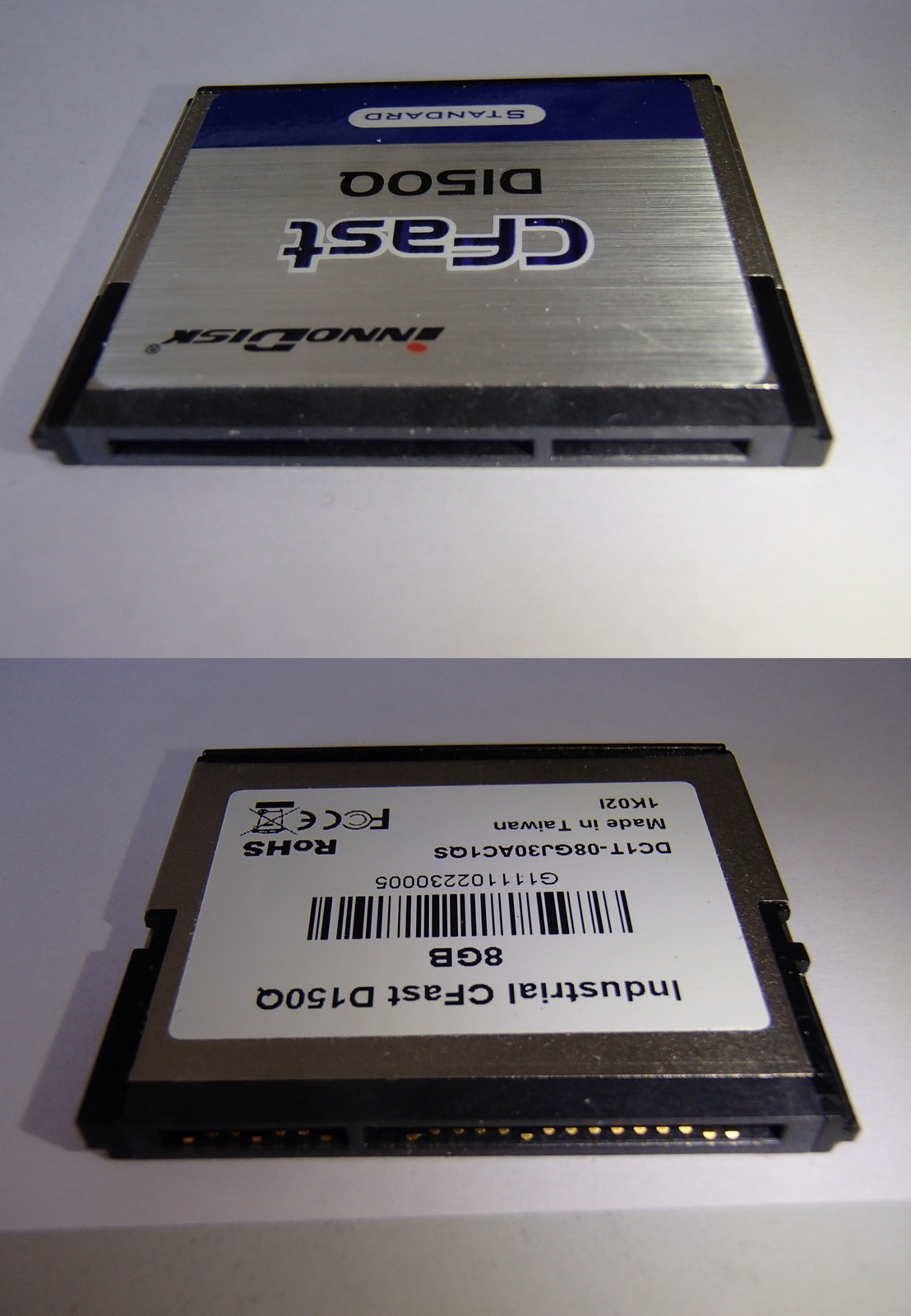
Carte mémoire CFast 1.0. Connexion au bus SATA

Le 2 septembre 2008, la CompactFlash Association donne les spécifications de la norme CFast 1.0 basée sur le bus ATA série (SATA) plutôt que le bus ATA parallèle (PATA), utilisé par la CompactFlash originale. Le 18 septembre 2012, la révision CFast 2.0 est annoncée.
Les premières spécifications de la carte XQD utilisant le bus PCI Express apparaissent en décembre 2011.

## Débits
Il y a deux vitesses principales de fonctionnement, définies par les versions 1.0 (CF original) et 2.0 (CF+ / CF2.0) des spécifications. Les CF+ offrent un débit maximal de 16 Mo/s et une capacité maximale de 137 Go.
La spécification 3.0 des cartes CF définit un débit maximal de 66 Mo/s pour une capacité maximale inchangée, et devait être adoptée en 2005 (probablement 2006).
En 2008 apparaissent des cartes CF capables d'une vitesse de 45 Mo/s ou "300 X" - les cartes vendues dans le commerce affichent maintenant une vitesse en x, x étant d'environ 150 Ko/s. En 2011, des cartes allant jusqu'à "600X"  (90 Mo/s) font leur apparition. En 2012, un constructeur annonce le lancement de cartes "1000X", soit un débit pouvant atteindre 150 Mo/s.
Cependant, certains fabricants ne spécifient pas si cette vitesse est atteinte en lecture ou en écriture, ces valeurs sont donc sujettes à caution. La vitesse de lecture est plus rapide que celle d'écriture.
Il est recommandé d'utiliser des cartes dites rapides pour les appareils reflex numériques. En effet la rapidité d'enregistrement des cartes risque de jouer sur la vitesse maximale du mode rafale de ces appareils (nombre maximal d'images par seconde).
Le 18 septembre 2012, la CompactFlash Association donne les spécifications de la norme CFast 2.0, basée sur le bus SATA III et supportant ainsi un taux de transfert allant jusqu'à 600 Mo/s, alors que la CF-II (PATA) est limitée à 167 Mo/s avec utilisation de UDMA 7).

## Utilisation
Le format CompactFlash est aussi utilisé pour fournir des cartes de communication, telles que modems, cartes ethernet, ports série, adaptateurs bluetooth ou Wi-Fi, etc. La plupart sont au format CF-I.
Dans les cartes CompactFlash de type II, on trouve notamment les MicroDrive (les premiers furent lancés par IBM) qui sont des micro-disques durs dont la capacité allait jusqu'à 8 Go fin 2008.
La carte CompactFlash fut longtemps la carte mémoire la plus répandue. Elle offre en septembre 2008 une capacité maximale de 100 Go. Jusqu’en 2010 la capacité théorique maximale était de 137 Go, mais les spécifications CF5.0 publiées en février de cette même année permettent de porter cette capacité limite à 144 pétaoctets (soit plus de mille fois la précédente limite), grâce à un adressage sur 48 bits.
Ce support de stockage présente toutefois une fragilité liée à l'utilisation de multiples broches pénétrantes. C'est une des raisons de son abandon progressif, dans le cadre d'un usage grand public, au profit du format SD qui offre des capacités de stockage désormais plus élevées tout en étant plus robustes (contacts externes) et plus compactes.
Sa fiabilité face aux autres supports en fait la carte privilégiée des professionnels de la photographie.[réf. souhaitée] Étant une carte mémoire historique, elle est toujours utilisée par les appareils photographiques haut de gamme.

## Autres périphériques utilisant le connecteur CompactFlash

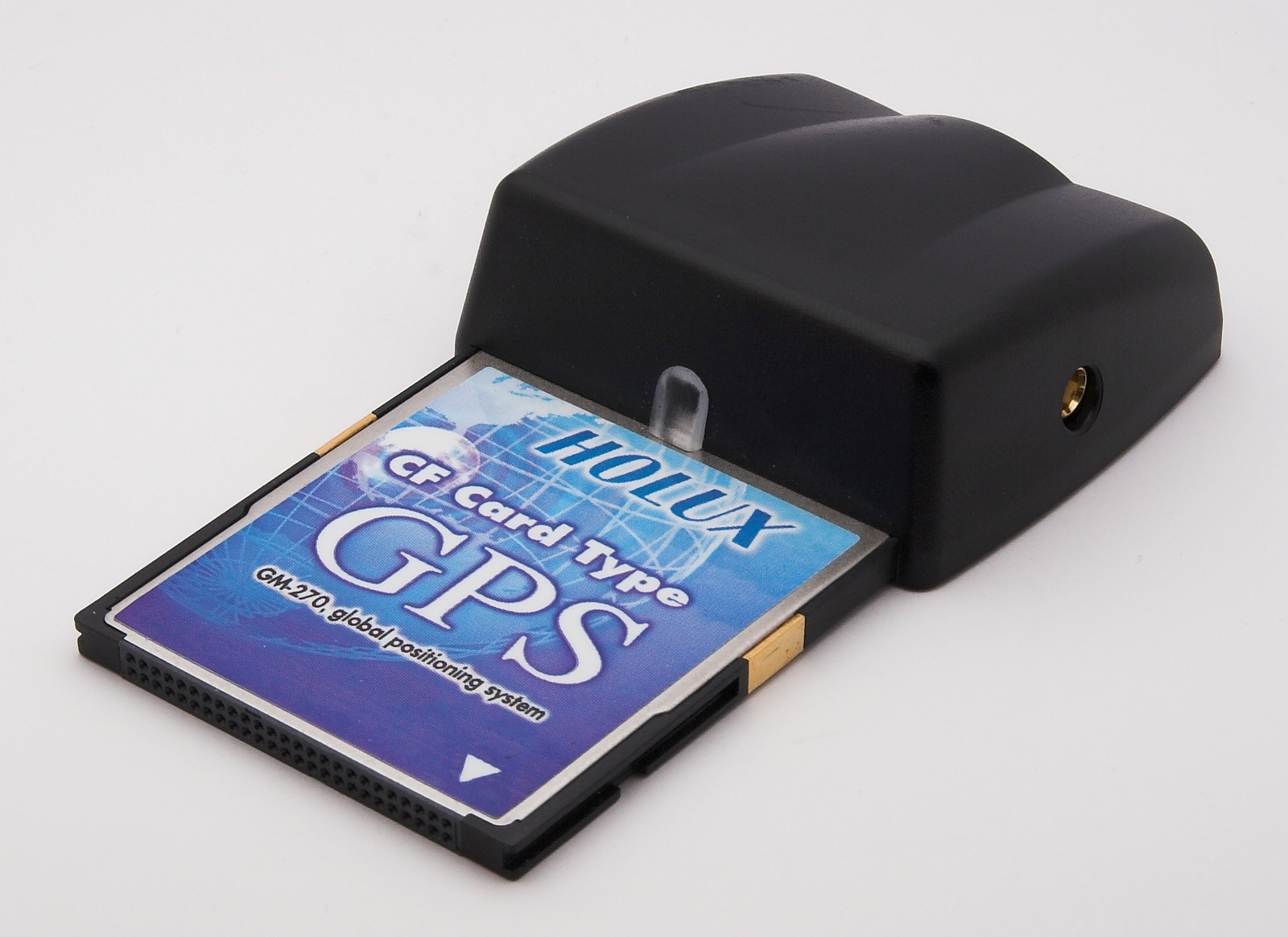
Récepteur GPS sur port CompactFlash

Le CompactFlash étant un dérivé du PCMCIA, il peut donc servir à accueillir d'autres périphériques. Des constructeurs l'ont donc utilisé comme port d'extension dans certains PDA.
- Ethernet
- Bluetooth
- Modem
- Wi-Fi
- GPS
- Scanneur à codes barres
- Adaptateur d'affichage SVGA
- Port série et USB
- Adaptateurs pour d'autres formats de mémoires flash
- Microdrive
- Stations totales Leica 1200
- Caméra thermique

## CFexpress
CFexpress (ou CFX) est une norme pour les cartes mémoire amovibles proposée par la CompactFlash Association. La norme utilise une interface PCIe 3.0 sur un maximum de 8 lignes. Basées sur de la mémoire flash, les cartes CFexpress tirent aussi parti du protocole NVMe. Il faut compter un débit 1 Go/s par ligne PCIe utilisée.
La particularité des cartes CFexpress réside dans le débit très élevé qu'elles sont capables de fournir et, contrairement aux autres modèles, le débit annoncé / inscrit sur l'emballage produit est le débit minimum (soutenu) garanti[réf. nécessaire].

## Liste de fabricants de cartes CompactFlash
- Apacer
- A-Data
- Canon
- FujiFilm
- Integral Europe
- Kingston
- Kodak
- Lexar
- Olympus
- Panasonic
- Proflash Technologies
- Ritek
- Sandisk
- Samsung
- Sony
- Swissbit
- Toshiba
- Transcend
- Verbatim
- Umax